# Jean Saubert
Jean Marlene Saubert, ameriška alpska smučarka, * 1. maj 1942, Roseburg, Oregon, † 14. maj 2007, Bigfork, Montana.
Svoj največji uspeh kariere je dosegla na Olimpijskih igrah 1964, ko je osvojila srebrno medaljo v slalomu in bronasto v veleslalomu, tekma je štela tudi za svetovno prvenstvo. Nastopila je tudi na svetovnih prvenstvih v letih 1962, kjer je osvojila šesto mesto v veleslalomu, in 1966, kjer je osvojila četrto mesto v slalomu. 